# 西蒙·克林

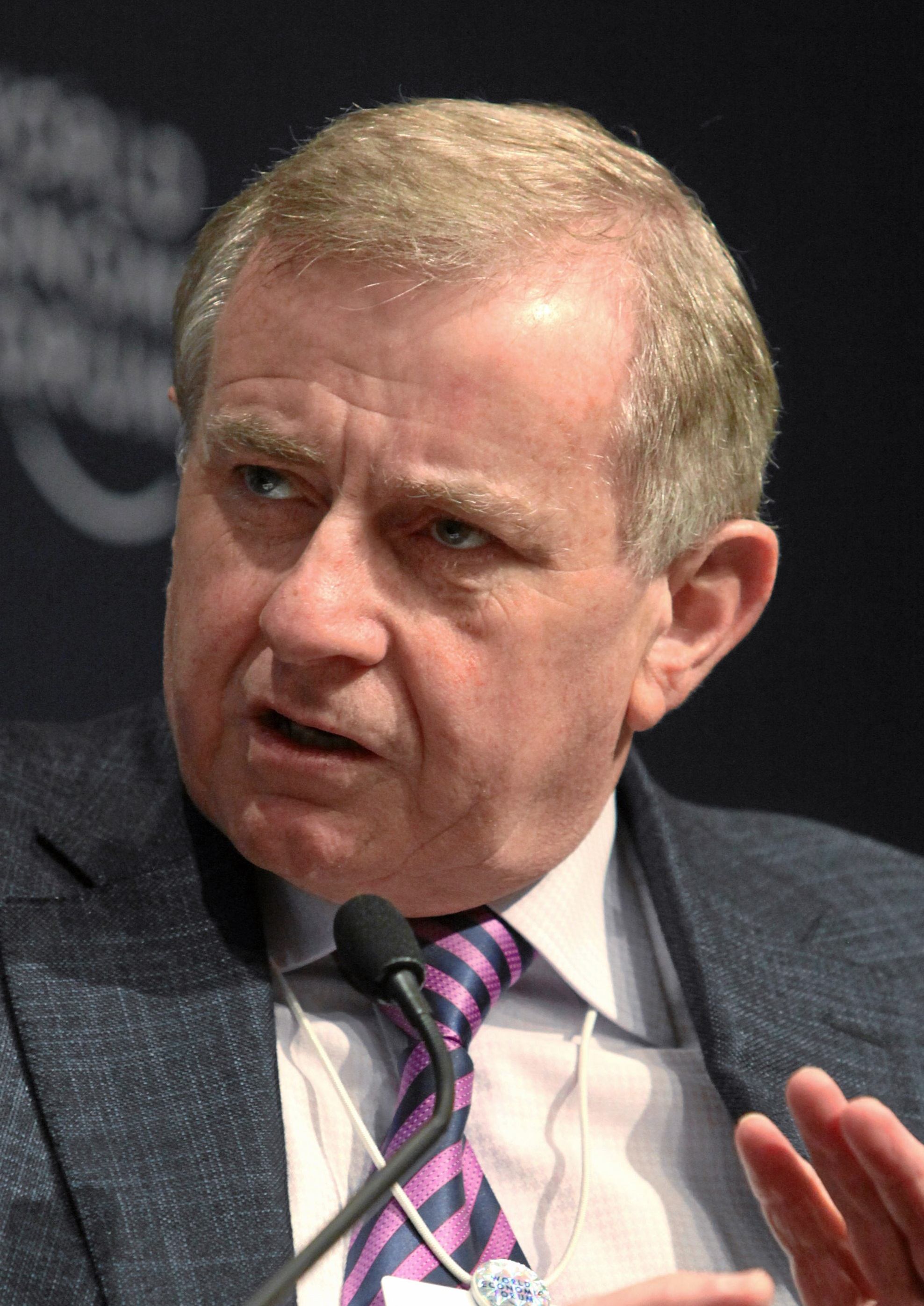
西蒙·克林

西蒙·芬德利·克林，AC（1949年2月26日—2023年6月25日），澳大利亚政治家、劳工运动领袖，前澳大利亞工黨領袖。

## 家庭
克林出生于政治世家，其父親弗兰克·克林1951年至1977年任澳大利亚联邦众议员，历任财政部长、外贸部长，在惠特拉姆政府内任副总理。西蒙·克林的哥哥大卫·克林博士曾任塔斯马尼亚州议员。

## 生平
克林出生于墨尔本，1972年蒙納士大學毕业，获经济学士、法学士学位。毕业之后，克林投身劳工运动，在不同工会组织工作过。1977年其父退出政坛，克林报名参选该选区工党候选人但在预选中落败。1979年当选仓库及包装工会总书记，1981年起担任全澳总工会副主席，1985年当选主席，1990年辞职步入政坛。
1990年国会大选中克林当选澳大利亚工党籍众议员，并立即直升内阁部长，在霍克内阁中担任科技部长，以后在霍克和基廷内阁中历任第一产业及能源部长，和就业、教育及培训部长。
工党1996年大选失败下野后，克林入选影子内阁，1998年当选工党副领袖，成为反对党副领袖及影子财长。2001年在无挑战情况下接替金·比兹利出任工党领袖、反对党领袖，2003年由于选情不利辞职，是1916年以来第一位没有参加大选即被赶下台的工党领袖。克林随后回任影子财长，2004年改任影子贸易部长，2005年改任影子乡村地区发展部长，2006年又兼任影子贸易部长。
2007年工党赢得大选后，克林在陆克文内阁中出任贸易部长，2010年在吉拉德内阁中改任教育部长、就业及劳资关系部长、和社会包容部长。2011年改任艺术部长和乡村地区、地区发展和地方政府部长。
2013年初，在吉拉德民意支持低迷、党内出现撤换领袖呼声之时，先前一直支持吉拉德、攻击陆克文的克林公开要求进行党魁表决，并呼吁陆克文站出来竞选党魁。同时克林宣布自己参选副领袖职位。最终陆克文表态拒绝参选，吉拉德在无挑战情况下继续担任党魁。事后吉拉德以“对领袖不忠”罪名将克林开除出内阁，克林从政20年来第一次成为后排议员，结束其在四任总理下担任内阁部长的“四朝元老”生涯。
2013年6月26日，陆克文在议会党团表决中胜出，再度出任工党领袖。克林参选副领袖职位但落败。几天后宣布将不参选2013年国会大选，退出政坛。
| 前任： 金·比兹利 | 澳大利亚工党领袖 2001年 - 2003年 | 繼任： 马克·莱瑟姆 |